# Csaju mansze
Csaju mansze (hangul: 자유만세, handzsa: 自由万歲, RR: Jayu Manse, ’Éljen a szabadság!’) egy Cshö Ingju (Choi In-kyu) által rendezett 1946-os koreai film. Az első olyan film, amely Korea felszabadulása után készült. 